# Johann Heinrich Bangen
Johann Heinrich Bangen (* 1823 in Rhede im Münsterland; † 31. Oktober 1865 in Tivoli bei Rom) war Kanoniker.
Johann Heinrich Bangen studierte in Münster und Bonn und wurde 1849 zum Priester geweiht. 1845 trat er der KDStV Bavaria Bonn bei und leitete sie zweimal als Senior. 1849–1853 hielt er sich in Rom zum Studium der Congregatio Concilii auf. 1854 wurde er Assessor des Generalvikariats zu Münster, 1862 daselbst Domkapitular.

## Schriften
- Johann Heinrich Bangen: Die Römische Curie, ihre Zusammensetzung und ihr Geschäftsgang; Münster 1854
- Johann Heinrich Bangen (Johanne Henricus Bangen): Instructio practica de sponsalibus et matrimonio in usum sacerdotum curatorum; Münster: Aschendorff, 1858–1860
- Johann Heinrich Bangen: Zwei Vorträge über die Päpstliche Encyclica von 8. Dezember 1864; Münster 1865